# ادوارد داوتیان
ادوارد داوتیان (ارمنی: Էդուարդ Համբարձումի Դավթյան؛  زادهٔ ۱۳ اوت ۱۹۰۳ - درگذشته ۲ فوریهٔ ۱۹۷۹) یک زیست‌شناس و استاد اهل ارمنستان بود.

## زندگی‌نامه
در ۲۶ اوت [سبک قدیمی: ۱۳ اوت] ۱۹۰۳ در قارص به دنیا آمد . وی در انستیتو تحقیقاتی دام‌پروری و دام‌پزشکی ارمنستان، فرهنگستان ملی علوم ارمنستان و دانشگاه ملی معماری و شهرسازی ارمنستان فعالیت می‌کرد. وی عضو مکاتبه‌ای فرهنگستان ملی علوم ارمنستان (۱۹۴۰) و انجمن کرم‌انگل‌شناسی کنستانتین اسکریابین؟ بود. وی همچنین برنده دانشمند شایسته ارمنستان شوروی (۱۹۵۶) شده است. وی در ۲ فوریهٔ ۱۹۷۹ در سن ۷۵ سالگی در ایروان درگذشت.

## یادداشت
1. ↑  կենսաբանական գիտությունների դոկտոր